# اتم (استاندارد وب)
اصطلاح اتم (به انگلیسی: Atom) در مورد دو نوع مرتبط از استانداردهای وب به کار می رود. فرمت هم‌نشری اتم (به انگلیسی: Atom Syndication Format) که یک زبان XML است و در خوراک وب کاربرد دارد، و پروتکل انتشار اتم (به انگلیسی: Atom Publishing Protocol) یا (AtomPub یا APP) که یک پروتکل مبتنی بر HTTP برای ساخت و به روز رسانی منابع وب می باشد.
خوراک های وب به نرم‌افزارها اجازه بررسی به روزرسانی های منتشر شده در وب سایت ها را می دهند. برای ایجاد یک خوراک وب، مالک سایت می تواند از یک نرم‌افزار تخصصی (مثل سیستم های مدیریت محتوا) استفاده کند، در این فرایند، یک لیست (یا خوراک) از مقاله ها یا محتوای به روز رسانی شده، در یک قالب (فرمت) استاندارد سازی شده و ماشین-خواندنی منتشر می گردند. نرم‌افزار هایی که از خوراک استفاده می کنند، آن را بارگیری می کنند، مثل وب سایت هایی که در محتوا از خوراک هم‌نشرسازی شده اند، یا توسط برنامه های خواننده ی خوراک، که به کاربران اینترنت، اجازه عضویت در خوراک ها و دیدن محتوای آن‌ها را می دهند.
یک خوراک شامل ورودی هایی است که شامل عنوان ها، مقاله های با متن کامل، دستچین ها، خلاصه ها، یا ارتباط هایی با محتوا در وب سایت دیگر و نیز فراداده های متنوع، می باشد.

## توسعه
اتم به عنوانِ جایگزینی برای آراس‌اس توسعه داده شد. بنجامین تروت بعنوانِ یکی از مدافعانِ فرمتِ اتم معتقد بود که بدلیلِ وجودِ محدودیت‌ها و معایبِ آراس‌اس (همچون نبودِ امکانِ نوآوریِ مداوم در این فرمت، یا نیاز به برقراری سازگاری عقبرو)، نیاز به طراحیِ تازه و نوینی وجود دارد.
طرفداران فرمت جدید «کارگروه پروتکل و فرمت انتشار اتم IETF» را تشکیل دادند. «فرمت هم‌نشری اتم» به صورت یک استاندارد پیشنهادی IETF در RFC 4287 (دسامبر 2005) منتشر شد، و «پروتکل انتشار اتم» به صورت RFC 5023 (اکتبر 2007) منتشر گردید.

## کاربرد
خوراک‌های وب سایت بوسیلهٔ جامعه وبلاگ نویسان برای به اشتراک گذاریِ سرفصلِ آخرین مطالب، متن کاملِ نوشته و نیز فایل‌های چند رسانه ایِ متصل شده به متن مورد استفاده قرار می‌گیرد.

## یک نمونه از کدنویسیِ اتم با ویرایشِ ۱٫۰
```
<?xml version="1.0" encoding="utf-8"?>

<feed
 
xmlns=
"http://www.w3.org/2005/Atom%22>

 <title>Example Feed</title>

 <subtitle>A subtitle.</subtitle>

 <link href="
http://example.org/feed/%22
 
rel=
"self"
/>

 
<link
 
href=
"http://example.org/%22/>

 <id>urn:uuid:60a76c80-d399-11d9-b91C-0003939e0af6</id>

 <updated>2003-12-13T18:30:02Z</updated>

 <entry>

  <title>Atom-Powered Robots Run Amok</title>

  <link href="
http://example.org/2003/12/13/atom03%22
/>

  
<link
 
rel=
"alternate"
 
type=
"text/html"
 
href=
"http://example.org/2003/12/13/atom03.html%22/>

  <link rel="
edit"
 
href=
"http://example.org/2003/12/13/atom03/edit%22/>

  <id>urn:uuid:1225c695-cfb8-4ebb-aaaa-80da344efa6a</id>

  <updated>2003-12-13T18:30:02Z</updated>

  <summary>Some text.</summary>

  <content type="
xhtml"
>

   
<div
 
xmlns=
"http://www.w3.org/1999/xhtml%22
>

    
<p>
This
 
is
 
the
 
entry
 
content.
</p>

   
</div>

  
</content>

  
<author>

   
<name>
John
 
Doe
</name>

   
<email>
johndoe@example.com
</email>

  
</author>

 
</entry>

</feed>

```

### در متنِ HTML
تگِ زیر باید در بالای کدِ متن قرار گیرد تا بتواند شناسانندهٔ اتم در متن باشد.
```
<
link
 
href
=
"atom.xml"
 
type
=
"application/atom+xml"
 
rel
=
"alternate"
 
title
=
"Sitewide ATOM Feed"
/>

```